# Fagny
Fagny is een buurtschap in het Franse departement Meuse in de gemeente Breux. Het plaatsje ligt op de grens met Belgische provincie Luxemburg bij het Belgische Limes.